# Sajadao
Sajadao ist der einzige Ort auf der indonesischen Insel Nuse (Nusa) im Kabupaten (Regierungsbezirk) Rote Ndao (Provinz Ost-Nusa Tenggara). Sajadao befindet sich an der Südküste der Insel.